# Comuna Pnivne, Kamin-Kașîrskîi
Pnivne (în ucraineană Пнівне) este o comună în raionul Kamin-Kașîrskîi, regiunea Volînia, Ucraina, formată din satele Farînkî, Horodok, Pnivne (reședința), Sosnivka, Vînișok și Volîțea.

## Demografie
Componența lingvistică a satului Pnivne
     Ucraineană (99,62%)
     Alte limbi (0,24%)
Conform recensământului din 2001, majoritatea populației satului Pnivne era vorbitoare de ucraineană (99,62%), existând în minoritate și vorbitori de alte limbi.